# 月坛雅集非物质文化遗产传艺荟
月坛雅集非物质文化遗产传艺荟，位于北京市西城区南礼士路乙9号，是非物质文化遗产传承和展示中心。

## 简介
月坛雅集非物质文化遗产传艺荟位于月坛公园东南，其所在地是1960年代建成的地下人防工程。1980年代末，西城区人防办投资改造了这处人防工程，在此创办“天外天小商品市场”。1990年10月1日，商场正式开业，成为北京历史上首家也是历史最长的小商品批发市场。全盛时期，天外天小商品市场经营面积将近1万平方米、柜台将近千张，分设有6个营业大厅，最多时有500多名摊主。1990年代末，中共中央总书记江泽民曾视察该市场。随后该市场在大门外嵌上“平战结合、为民造福”字样，落款为“江泽民”，均为计算机字库标准字体的金属字（“平战结合、为民造福”是江泽民关于人防建设的指示）。2004年7月10日，天外天小商品批发市场在大雨中遭水淹。大雨后不久，因存在消防隐患、商户过多、空间拥挤等问题，天外天小商品批发市场被关闭。此后该处地下人防工程闲置。
2014年，西城区国资委领导下的国有独资公司——北京华方投资有限公司，想寻找地方用作非物质文化遗产传承和展示。西城区民防局推荐了这处地下人防工程。随后这处地下人防工程接受了改造，成为月坛雅集非物质文化遗产传艺荟。2017年6月5日，联合国教科文组织总干事伊琳娜·博科娃参访月坛雅集非物质文化遗产传艺荟，并和月坛雅集公司总裁袁爱俊一同揭牌宣布其为“世界文化遗产青少年传习基地”。2016年6月12日，第8届全国青少年文化遗产知识大赛颁奖典礼暨月坛雅集传艺荟开幕式举行，月坛雅集非物质文化遗产传艺荟正式对外开幕。开幕时，该基地展示了60位工艺美术大师的近240件非物质文化遗产艺术品，包括燕京八绝、玉雕、唐三彩、内画鼻烟壶等。该基地是西城区重点打造的青少年非物质文化遗产教育活动平台，免费对外开放。
月坛雅集非物质文化遗产传艺荟开幕后，长年举办各类非物质文化遗产展示及展览活动，不定期举办各类有关非物质文化遗产的教育活动。例如，2016年9月20日，“月坛·匠心智造——第三届艺术院校手工设计联展”开幕式在月坛雅集非物质文化遗产传艺荟举行。2017年6月10日“文化和自然遗产日”，由北京非物质文化遗产保护中心、北京市西城区文化委员会主办的第三届非遗时尚创意设计大赛在月坛雅集非物质文化遗产传艺荟开赛。